# Oleksandr Xeidik
Oleksandr Volodímirovitx Xeidik (en ucraïnès Олександр Володимирович Шейдик; Rivne, 13 de setembre de 1980) és un ciclista ucraïnès, que fou professional del 2008 al 2014.

## Palmarès
- 2007
  - Vencedor d'una etapa a la Volta a Sèrbia
- 2010
  - Vencedor de 2 etapes del Tour de Szeklerland
  - Vencedor d'una etapa a la Volta als Pirineus
  - Vencedor d'una etapa al Gran Premi d'Adiguèsia
- 2016
  - 1r a la Volta a la Corunya i vencedor d'una etapa